# 송버드 (소프트웨어)
송버드(Songbird)는 아이튠즈의 영향을 받아 개발된 데스크톱 웹 플레이어, 디지털 쥬크박스, 그리고 웹 브라우저를 합친 오픈 소스 소프트웨어이다. 모질라의 XUL Runner 플랫폼을 기반으로 개발되었으며, 마이크로소프트 윈도우, 매킨토시, 리눅스에서 사용할 수 있다.
코드네임이 '힐다 (Hilda)'였던 송버드의 첫 공개 배포판은 2006년 2월 8일에 나왔다.

## 스킨
송버드에서는 스킨을 Feathers (깃털)이라고 부른다. 현재 기본적으로 세 가지 '깃털'이 제공되는데, "Rubber Ducky"(고무 오리)와, "빨간색(red)", "Dove"(도브) 깃털이 제공된다.

## 특징
- 크로스 플랫폼 호환성. 윈도우 XP, 윈도우 비스타, 맥 오에스 텐 v10.5 (x86, x86-64) 및 리눅스 (x86, x86-64) 상에서 구동된다. Mac OS X v10.4-10.5 (PPC) 및 윈도우 2000 상에서는 비공식적으로 지원되는데, PPC용으로는 1.0 버전이 있다.[2] 윈도우 2000용에서는 비공식적으로 공식 윈도우 XP 버전을 가져다 쓰면된다.
- 다양한 오디오 포맷 재생. MP3, ACC, Ogg Vorbis, FLAC, 애플 무손실, 윈도우 미디어 오디오를 재생할 수 있다.
- 애플 DRM인 페어플레이로 인코디드된 오디오를 재생할 수 있다. 이것은 윈도 및 맥 플랫폼 상에서 가능한데, 일종의 퀵타임에 대한 훅(hook)을 통해 구현되어 있다. (사용허가(authorization)는 아이튠즈 상에서 일어난다.)[3]
- 윈도우 미디어 DRM 오디오를 재생할 수 있다. 이것은 윈도 플랫폼 상에서 이용할 수 있다.[3]
- 스킨 인터페이스를 지원한다. (페더라고 부른다.)
- 웹 브라우저를 가지고 어떤 웹 페이지를 볼 때, 미디어 파일에 대한 것이 그 웹 페이지에 담겨 있다면, 송버드에서 재생하도록 연결된다.
- MP3 파일 다운로드.
- MP3 블로그 및 플레이리스트에 대한 구독.
- 사용자가 생성하는 인터넷 북마크.
- 사용자가 생성하는 믹스.
- 사용자의 컴퓨터 전체 디렉터리에 대한 오디오 파일 탐색.
- 설정 가능하고 닫아놓을 수 있는 그래픽 사용자 인터페이스. iTunes와 흡사한 그래픽 사용자 인터페이스. 또한, 미니 플레이어 모드 지원.
- 키보드 단축키. 또한, 미디어 키보드 지원.
- 자동 업데이트.
- 플러그인을 통한 라스트 에프엠 통합.
- Insound.com 및 HypeMachine 통합.
- 마이크로소프트 미디어 전송 프로토콜 호환 장치 지원.
- ID3 태그 편집.
- 갭리스 플레이백. 리플레이 게인.

## 확장 기능
0.2 버전부터는 DOM Inspector와 Example Extension라는 두 개의 확장 기능이 포함된다. 이 밖에도 확장 기능을 설치해서 사용할 수 있다.

## 지역화
현재 98개 이상의 언어로 번역되어 있다. 번역은 번역 프로젝트에서 자원봉사자들에 의해 이루어진다.

## 리눅스 버전
송버드가 리눅스 버전 중단에 따른 나이팅게일 프로젝트는 리눅스 버전에 대한 송버드의 포크 프로그램이다.

## 같이 보기
- 나이팅게일 (소프트웨어)